# 謝志伊
謝志伊（1551年—？），字大公，直隸真定府深州人，民籍，明朝政治人物。

## 生平
隆慶四年（1570年）庚午科順天府鄉試第一百五十名，萬曆五年（1577年）丁丑科會試第二百九十一名，登三甲第八十八名進士。初授陕西郃阳县知县，历官山東滋阳县知县、沂州知州。

## 家族
曾祖謝倫；祖父謝軾；父謝琚。母鄭氏。严侍下。